# Chommaphat Boonloet
Chommaphat Boonloet (Thai: ชมพัฒน์ บุญเลิศ, * 17. Februar 2003) ist ein thailändischer Fußballtorhüter.

## Karriere

### Verein
Der Torhüter spielte in seiner Jugend für den Chonburi FC und leihweise von 2020 bis 2021 beim Banbueng FC, wo er als 17-jähriger auch eine Partie für den Drittligisten im Thai FA Cup bestritt. Nach seiner Rückkehr unterschrieb Boonloet dann im Januar 2022 seinen ersten Profivertrag. Zu seinem Debüt in der ersten Liga kam Boonloet am 29. Oktober 2022 beim 1:1-Unentschieden im Heimspiel gegen den Sukhothai FC. Knapp zwei Wochen später gab er beim Sieg über den Lampang FC (4:0) die Vorlage zum dritten Tor durch den südkoreaner Yoo Byung-soo. Zu Beginn der Saison 2023/24 wechselte er auf Leihbasis für eine Spielzeit zum Zweitligisten Phrae United FC. Für den Verein aus Phrae bestritt er 14 Ligaspiele. Nach der Ausleihe kehrte er im Juni 2024 nach Chonburi zurück. Am Ende der Saison 2024/25 feierte er mit Chonburi die Zweitligameisterschaft sowie den Aufstieg in die erste Liga. Nach dem Aufstieg wechselte er im Sommer 2025 zum auf Leihbasis zum Zweitligisten Pattaya United FC.

### Nationalmannschaft
Im Juli 2022 absolvierte er zwei Partien für die thailändische U-19-Nationalmannschaft während der Südostasienmeisterschaft in Indonesien und erreichte dort den vierten Platz. Außerdem steht er im erweiterten Kader der U-20-Auswahl.

## Erfolge
Chonburi FC
- Thailändischer Zweitligameister: 2024/25  ▲